# Орнек (орнамент)
Орнек (кт. Örnek) je систем симбола и њихових значења карактеристичан за етничку групу кримских Татара у Украјини. Ово је феномен народне културе чије теме, симболи и технологија имају корене у древној историји Крима. Користи се за украшавање предмета у везу, ткању, грнчарству, гравурама, изради накита, резбарењу дрвета, украшавању стакла и зидном сликарству. Једно је од најстаријих достигнућа културе овог народа.
Орнек и знања о њему 2021. године уврштени су на Унескову Репрезентативну листу нематеријалног културног наслеђа човечанства.

## Историја
Орнек је једно од најстаријих културних достигнућа Кримских Татара. Овај јединствени феномен светске културе својом је темом и симболиком повезан са древном историјом Крима и свим цивилизацијама које су прошле кроз ову земљу: скитском, античком, византијском и турском. Декоративна уметност кримских Татара достигла је врхунац у време Кримског каната, од друге половине 15. до краја 18. века.
У Кримском канату постојао је специфичан систем радионичке производње. У сваком великом граду постојале су различите занатске радионице: ткаља, јувелира, везиља, крзнара, лимара и других. Висококвалитетне производе куповало је Кримско племство, а купаца је било и у другим земљама. Поред професионалне занатске производње били су распрострањени и производи домаће радиности, као што су вез и ткање.
Присилне депортације у Совјетском Савезу 1944. године нанеле су ненадокнадиве губитке орнаменталној уметности кримских Татара, јер су људи стављени у такве услове у којима су морали да се боре за опстанак. Оживљавање разних народних заната почело је почетком 1990-их.

## Традиција
Орнек и његови елементи су важан елемент самоидентификације и саставни део живота сваке кримскотатарске породице. Такође је и средство за преношење знања са генерације на генерацију у културно-историјским аспектима живота људи, због чега су знања о Орнеку сачувана током депортације.
Кримски Татари су дуго времена украшавали куће украсним и употребним предметима са овим симболима. Овако украшени предмети одувек су били понос породице и пажљиво су чувани и наслеђивани.
Предмети украшени овим орнаментима користили су се у свим фазама живота. Били су важни атрибути у многим обредима, а тканине и одевни предмети били су универзални поклони током свих породичних и јавних ритуала: код рођења детета, у обичајима удварања и венчања („тои“), верском ритуалу обрезивања дечака („суннет“), усељењу нови дом, уређењу куће, погребним ритуалима. То су били пешкири („еу-џијар“, „јагбез“ и „софа-пешкир“), салвете („јемени“), марамице и завесе, резбарени дрвени сандуци („сандик“) и бакарно посуђе. победници традиционалног рвања („куреш“) или коњских трка („кошу“) добијали су везене прслуке, мараме и стоку.
Тако на пример, пре венчања млада је за младожењу спремала комплет поклона од девет традиционалних предмета, међу којима су били кеса за дуван, подвезице за чарапе, пешкир за обред бријања, каиш „очкур“ и друге. Пре венчања, девојка је припремала мираз, који је укључивао стотине кућних тканина и комада одеће које је девојка везла заједно са својим другарицама. Током венчања соба младе је била свечано украшена. Испод плафона је било причвршћено на десетине ужади. На њима и по ободу зида биле су окачене све тканине и одећа богато украшена везеним и тканим орнаментом.

## Карактеристике
Орнек садржи ситне елементе комбиноване у композицији, углавном биљног и геометријског карактера, симетричног и асиметричног распореда. Главна симболика је слика цвећа и дрвећа у нијансама ружичасте, зелене, жуте и плаве.
Традиционални орнамент је, поред своје уметничке и естетске вредности, имао важну магијску и знаковну функцију. Посебне информације биле су кодиране у таквом орнаменту, који је уз помоћ посебних знакова који симболизују магични садржај штитио од злих сила.

### Мотиви
Орнаменти имају су своје стилске карактеристике, које директно зависе од технике извођења и употребљених материјала. Главни мотиви шаре подељени су у две групе: цветни и геометријски. Цветни орнамент је типичан за вез, резбарење на камену и јувелирску уметност. У ткању и ћилибарству преовлађују геометријски мотиви. Уобичајени симболи укључују биљке и дрвеће, који симболизују људе различитог пола и узраста.

### Симболика
Укупно има око 35 симбола (орнамента), од којих сваки има своје јединствено значење и конотације. Симболи су распоређени тако да стварају наративну композицију. Сваки елемент има своје име и значење. Међу њима су женски и мушки знаци, талисмани и елементи чији се садржај открива у контексту целе орнаменталне композиције. Комбинација различитих елемената орнамента ствара композицију кроз коју се може испричати цела прича. Познавање садржаја сваког елемента, као и способност њиховог читања, живи је феномен кримскотатарске културе.
Значење неких симбола и композиција:
- ружа - удата жена
- топола или чемпрес - одрасли мушкарац
- лала - младић
- бадем неудата жена или девојка
- каранфил - старија особа, мудрост, животно искуство

Симболика цветних орнамената је увек наглашена јединственом палетом боја и комбинацијама симбола. Различити елементи орнамента су комбиновани у један семантички центар, који се међусобно појачавају или формирају нове знакове.
- На пример, лала унутар руже симболизује љубав или заједницу мушкарца и жене.

Имена и семантичко значење сваког елемента сачувани су у кримскотатарском орнаменту. Заједнице кримских Татара разумеју значење симбола и често наручују код занатлија да креирају одређене композиције са специфичним значењима.

### Татар Ишлеме
Традиционални двострани вез кримских Татара „Татар Ишлеме“ има више од 60 различитих бодова. Карактеристика овог веза је употреба пастелних боја у комбинацији са сребрним и златним нитима.

## Употреба
Орнек се користи као елемент за декорацију различитих употребних предмета: народне ношње, обуће, шешира, као и у изради накита, керамичког и металног посуђа, на производима од дрвета, кућним апаратима, намештају, теписима... Многи симболи се користе као амајлије.
Геометријски облици се првенствено користе у ткању и ћилибарству, док се цветни орнаменти користе у свим другим народним занатима, укључујући и оне којима се кримски Татари традиционално не баве, као што су сликање стакла, зидно сликарство или зидна уметност на платну. Обично су се за ткање користили лан, памук, вуна и свила. Ланену тканину коју су производили кримски Татари обележила је нежност и мекоћа. На накиту је традиционални орнамент посебне лепоте. Најраспрострањенија техника била је филигран - израда накита од танке сребрне жице.

## Нематеријално културно наслеђе
Знања и вештине израде орнека преносе занатлије унутар породица и заједница, кроз неформално образовање, попут часова ручног рада, или кроз формално на универзитетима.
У фебруару 2018. Орнек је уврштен на Националну листу нематеријалног културног наслеђа Украјине, а затим и на прелиминарну листу Унеска за могуће уврштавање на Репрезентативну листу нематеријалног културног наслеђа човечанства. На Унескову листу кримскотатарски орнамент Орнек је званично уврштен на 16. седници, 16. децембра 2021. године.
Израда номинационог досијеа „Орнек – кримскотатарски орнамент“ била је дугогодишња иницијатива кримскотатарске јавне организације „Алем“.